# 佩塔尔·梅特利契奇
佩塔尔·梅特利契奇（1976年12月25日—），克罗地亚男子手球运动员。他曾代表克罗地亚国家队参加2004年和2008年夏季奥林匹克运动会手球比赛，获得一枚金牌。